# Dryopteris philippinensis
Dryopteris philippinensis là một loài thực vật có mạch trong họ Dryopteridaceae. Loài này được (Baker) Copel. miêu tả khoa học đầu tiên năm 1935.